# 孟骨島
孟骨島 （メンゴル＝ド、もうこつとう、朝: 맹골도）は、朝鮮半島南西沖にある島。大韓民国全羅南道珍島郡鳥島面に属する。

## 概要
孟骨島は、朝鮮半島南西端付近にある珍島のさらに南西沖にある島嶼のひとつ。島の北西にある竹島（チュク＝ト、죽도）、北東にある明島（ミョン＝ド、명도）、東にやや離れて位置する蒙徳島（モンドク＝ト、몽덕도）、南にある蕾島（クァク＝ト、곽도）などとともに孟骨群島を構成している。面積は、1.73平方キロメートル。
島の全域が多島海海上国立公園に指定されている。島の東側の孟骨水道は潮流の速い危険海域として知られ、2014年4月、多数の犠牲者を出したセウォル号沈没事故では、経験の浅い航海士に船の操舵を一任し、ベテラン航海士が立ち会わなかったことが問題点のひとつとして指摘された。